# Darğalar
Darğalar è un comune dell'Azerbaigian situato nel distretto di Bərdə. Conta una popolazione di 386 abitanti.